# سوني إريكسون P990
سوني إريكسون P990 (بالإنجليزية: Sony Ericsson P990)‏ هو هاتف ذكي من سوني موبايل كوميونيكيشنز يعمل بنظام سيمبيان، تم طرحه في الأسواق في 2006.

## الخصائص
- نظام التشغيل: سيمبيان
- الشاشة: 240 × 320